# Соболевка (Гайсинский район)
Соболе́вка (укр. Соболі́вка) — село в Гайсинском районе Винницкой области Украины.

## Географическое положение
Через село протекает р. Деркачка и р. Сура.

## История
Поселение Соболевка возникло на месте ране существовавшего города Соболев, основанного бугскими казаками для защиты края от набегов татар. Своеобразная крепость была обнесена двумя большими земляными валами. Татары разрушили крепость, а население уничтожили. Со временем здесь возникло новое поселение с названием Соболевка, которое вошло в состав владений польских графов Потоцких.
После второго раздела Речи Посполитой в 1793 году селение вошло в состав Российской империи и стало административным центром Соболевской волости Гайсинского уезда Подольской губернии. В 1880 году здесь насчитывалось 741 дом и 4180 жителей.
В ходе Великой Отечественной войны в 1941—1944 гг. село находилось под немецкой оккупацией.

## Современное состояние
На территории села находятся: ж/д ст. "Дукля", кирпичный, сахарный (не работает, демонтирован) завод, 2 школы (I—II и I—III ст.), 2 детских сада, дом культуры, больница, церковь (Рождественско-Богородицкий храм — 1790, реконструированный 1852 г.).

## Уроженцы
- Самуил Альман (1877—1947) — британский композитор.